# Brenton Bersin
Brenton Bersin (Charlotte, 9 maggio 1990) è un giocatore di football americano statunitense che milita nel ruolo di wide receiver per i Carolina Panthers della National Football League (NFL).

## Biografia
Dopo avere giocato all'università a football al Wofford College, Bersin non fu scelto nel corso del Draft NFL 2012, firmando con i Carolina Panthers. Dopo essere stato svincolato, nel 2013 giocò tre partite con gli Arizona Rattlers dell'Arena Football League, prima di fare ritorno ai Panthers. Riuscì ad entrare nel roster attivo per la prima volta nel 2014, segnando il primo touchdown il 20 ottobre su un passaggio da una yard di Derek Anderson contro i Green Bay Packers. Nella settimana 4 della stagione 2015 ricevette un primato personale di 54 yard, incluso un passaggio da 30 yard da Cam Newton.

## Palmarès

### Franchigia
- National Football Conference Championship: 1

Carolina Panthers: 2015

## Statistiche
| Partite totali         | 24  |
| Partite da titolare    | 3   |
| Ricezioni              | 22  |
| Yard ricevute          | 270 |
| Touchdown su ricezione | 1   |

Statistiche aggiornate alla stagione 2015